# 容積效率
容積效率或體積效率是一技術用語，是以單位體積的方式來比較性能或其他可量測的參數。此特性值出現在許多彼此沒有關係的領域中，包括內燃機設計、液壓泵以及電路中使用的小型電子元件。

## 內燃機設計
在內燃機設計中，容積效率指的是在进气状态下，進氣行程中氣缸真實吸入的混合氣體積除以汽缸容積。這代表了引擎的吸氣能力。容積效率對於扭力有決定性的影響，容積效率越大，引擎扭力越佳。影響容積效率的變因有很多，如引擎轉速，汽缸頭進氣道的流量，氣門截面積的大小，凸輪軸的設計，進氣岐管的長度，燃料霧化的程度等等等。
現今採用噴射供油的四行程引擎，其容積效率皆已達到90%。若進氣岐管的長度經過調校，便可以在特定的轉速域達到超過100%的容積效率。在進氣口處加裝渦輪增壓器（turbocharger），也可以增加容積效率。
某些汽車雜誌常把容積效率定義為每公升的排氣量可以產生多少匹馬力，這是錯誤的。真正的容積效率單位如同其他的效率單位，是百分比，而非hp/L。

## 液壓泵
液壓泵的容積效率是指實際送出的流體，和理想沒有泄漏情形下可送出流體的比例。例如一個100cc的泵，單位週期可送出92cc，則其容積效率為92%。容積效率會隨泵的速度及壓強而變，因此在比較容積效率時，需同時標示其速度及壓強的資訊。若只標示容積效率，未標示速度及壓強，一般表示是在額定壓力和速度下的結果。

## 電子元件

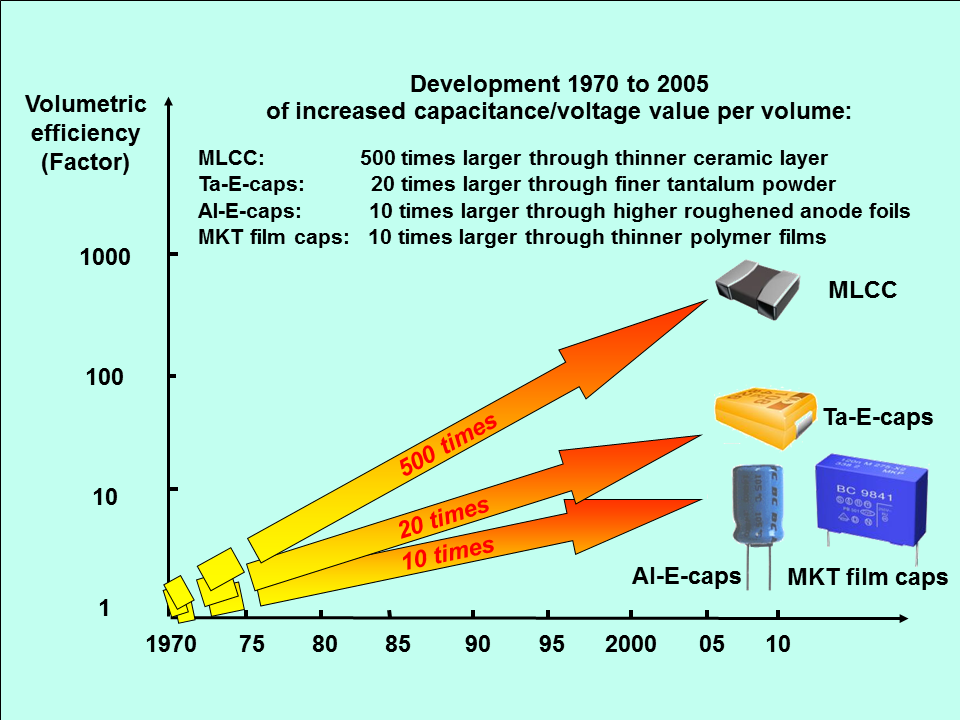
從1970年到2005年之間，電容容積效率的提昇

電子學中的容積效率是量測單位體積下的某電氣特性，若電氣特性相同時一般會要求體積越小越好。因為先進的設計需要將更多的功能塞進更小的封裝內，例如提高相同體積手機電池，所能儲存的能量。除了電池外，容積效率的概念也出現在電容器的設計及應用中．此時單位體積下的CV乘積（將電容器電容量（C）和最大電壓額定（V）的乘積）即為特性值。容積效率也可以用在任何可量測的電氣特性中，例如電阻、電容、電感、電壓、電壓及能量儲存等。